# Embiratermes
Embiratermes es un género de termitas  perteneciente a la familia Termitidae que tiene las siguientes especies:

## Especies
1. Embiratermes benjamini
2. Embiratermes brevinasus
3. Embiratermes chagresi
4. Embiratermes festivellus
5. Embiratermes heterotypus
6. Embiratermes ignotus
7. Embiratermes latidens
8. Embiratermes neotenicus
9. Embiratermes parvirostris
10. Embiratermes robustus
11. Embiratermes silvestrii
12. Embiratermes snyderi
13. Embiratermes spissus
14. Embiratermes transandinus